# St. Aegidius (Kolbing)

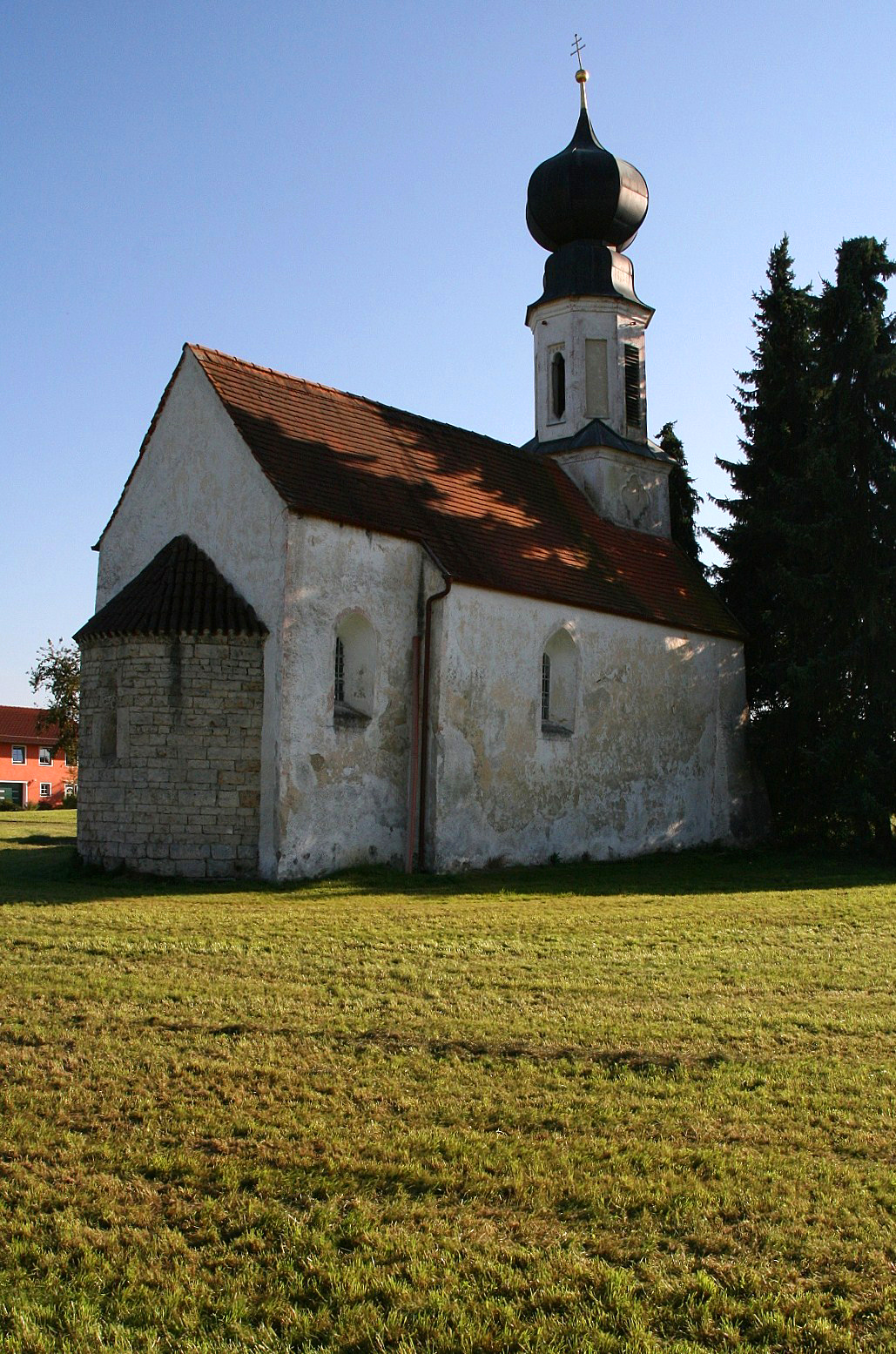
St. Aegidius Kolbing, Kraiburg a. Inn

Die Filialkirche St. Aegidius ist die römisch-katholische Dorfkirche von Kolbing, einem Ortsteil des Marktes Kraiburg a.Inn in Oberbayern.

## Geschichte
Die Kirche wurde wohl im 12. Jahrhundert ursprünglich im Stil der späten Romanik errichtet, um 1759 dann im Barock baulich völlig verändert.

## Beschreibung
Den eingezogenen rechteckigen Chor deckt ein gotisches Netzgewölbe, dessen Rippen abgeschlagen sind. Das aus dicken Mauern errichtete einschiffige Langhaus war ursprünglich flachgedeckt. Im Zuge des Umbaus wurde 1759 ein Tonnengewölbe mit Stichkappen eingezogen.
Die handwerklichen Deckenfresken zeigen am Gewölbe den heiligen Wendelin, in den Zwickeln die Heiligen Martin, Georg, Philipp und Matthias. Eine Jahreszahl am Chorbogen gibt ebenfalls das Jahr 1759 an.
An der Westseite ist ein Dachreiter aufgesetzt, der nach oben mit einer Zwiebelhaube abschließt.
Als wertvolle Besonderheit des Landkreises blieb auf der Ostseite die romanische Rundapsis des Chores der ursprünglichen Kirche erhalten.